# Erich Matthes (Verleger)
Erich Fürchtegott Matthes (* 3. August 1888 in Neuhausen/Erzgeb.; † 12. Januar 1970 in Hartenstein) war ein deutscher völkischer Verleger und erzgebirgischer Heimatforscher.

## Leben und Wirken
Der Sohn eines Fabrikbesitzers für Holzwaren besuchte eine Oberrealschule in Chemnitz. Nach Ablegen des Abiturs war er 1907 zunächst als Hauslehrer tätig. Anschließend trat er in ein Volontariat als Korrespondent in der Strumpfwarenfabrik Wieland in Auerbach ein. Von 1911 bis 1913 studierte er an den Universitäten in Berlin und Leipzig Geschichte, Literatur und Volkskunde. 1913 war er kurzzeitig als Hauslehrer in Kastelruth in Südtirol tätig. Er war Mitglied der Germania, Abstinentenbund an deutschen Schulen sowie ab 1908 des Wandervogel e.V. Ab 1911/12 engagierte er sich ehrenamtlich in der Wandervogelbewegung als Schriftleiter der gleichnamigen Zeitschrift. Am 1. April 1913 gründete er seinen eigenen Verlag, in dem zahlreiche völkische Publikationen erschienen. Hartung weist darauf hin, dass eine der ersten Verlagspublikationen, Deutsch oder National! Beiträge des Wandervogels zur Rassenfrage, eine Zusammenstellung ablehnender Aussagen zur Aufnahme von Juden in den Wandervogel ist. Sein selbst formuliertes Ziel war es, „Wortführer desjenigen Teils der jungen Generation zu werden, welcher die Pflege eines bewussten und in der Weltanschauung begründeten Deutschtums anstrebt“. Matthes war Herausgeber der Zeitschriften Körperkultur, Monatsschrift für vernünftige Leibeszucht (1913–1914) und Der junge Deutsche (1919–1923). Seinen Verlag mit Sitz in Leipzig leitete Matthes von Hartenstein aus, das deshalb manchmal auch als Verlagsort angegeben ist. Neben zahlreichen positiv völkischen Büchern wurden auch einige antisemitische Publikationen, z. B. in der Reihe „Zweifäusterdruck“ in seinem Verlag herausgegeben. Insgesamt wurden ca. 500 Bücher im Verlag Erich Matthes verlegt. Im Mai 1929 musste er mit seinem Verlag Konkurs anmelden, welcher jedoch am 6. September 1932 wieder aufgehoben wurde.
Matthes trat zum 1. November 1931 der NSDAP bei (Mitgliedsnummer 715.192) und engagierte sich in dieser unter anderem als Schulungsleiter und Kreisredner. 1934 beantragte er die Aufnahme in die Reichsschrifttumskammer. Matthes wurde 1936 wegen Unterschlagung verurteilt und aus der NSDAP ausgeschlossen. 
Der fortgeführte Verlag in Leipzig erlitt 1943 totalen Bombenschaden. 1946 wurde er endgültig aus dem Handelsregister gelöscht. Matthes verbrachte seinen Ruhestand in Hartenstein.
Schwerpunkte seiner Arbeit auf dem Gebiet der Heimatgeschichte waren die Hammerwerksgeschichte im Westerzgebirge sowie die Bergstädte im sächsisch-böhmischen Erzgebirge. Ein Großteil seiner Arbeiten ist bis jetzt unveröffentlicht.

## Schriften
- Die erzgebirgischen Eisenhämmer – Versuch einer Chronik. Manuskript, ca. 1936.
- Alte Eisenhütten- und Waffenschmiedemarken des sächsischen Erzgebirges. In: Glückauf. Band 59, 1939, Heft 10, S. 219–224 und Band 59, 1939, Heft 11/12, S. 239–242.
- Karte Eisen im Erzgebirge. 1940 (mit Rudolf Trexler)
- Die Einführung der Weißblechherstellung im sächsischen Erzgebirge 1536. In: Glückauf. Band 62, 1942, Heft 7+8/9.
- Musterung zum Türkenfeldzug, Zwickau 1542. Korbsches Sippenarchiv, 1958.
- Urkundenbuch der erzgebirgischen Bergstadt Gottesgab 1529–1546. Manuskript, ca. 1960.
- Sächsische Waffenhammer- und Stabeisenmarken des 14. bis 18. Jahrhunderts. In: Archiv für das Eisenhüttenwesen. Band 33, 1962, Heft 5.
- Personenverzeichnis zu: Das erste Bergbuch 1518–1520 von St. Joachimsthal. Korbsches Sippenarchiv, 1965.
- Das Häuserlehnbuch der sächsisch-böhmischen Bergstadt Platten im Erzgebirge: 1535–1570. Degener, 1967.